# Budgetchef
Budgetchef är en chef med ansvar för budgetering. På till exempel svenska Finansdepartementet kallas chefen för Budgetavdelningen budgetchef. Nuvarande budgetchef på Finansdepartementet är Urban Hansson-Brusewitz och tidigare har till exempel Kjell-Olof Feldt, Björn Eriksson, Michael Sohlman, Inga-Britt Ahlenius, Jörgen Holmquist, Eva Lindström och Ulf Bengtsson innehaft denna post.